# Nuno Gomes Garcia
Nuno Gomes Garcia (1978, Matosinhos) é um escritor português que vive em Paris.

## Biografia
Estudou História e Arqueologia nas Faculdades de Letras do Porto e Lisboa, centrando-se na história medieval, do renascimento e da expansão europeia. Foi arqueólogo durante doze anos, especialista em arqueologia urbana.
Vive em Paris, onde é professor, consultor editorial e divulgador da literatura lusófona na rádio e na imprensa.
Casado com uma cidadã lituana, ele é pai de dois filhos.
Com o livro O Dia em que o Sol se Apagou, ele foi finalista do Prémio LeYa em 2014.